# Pré-Olímpico Mundial de Basquetebol Masculino de 2016
O Pré-Olímpico Mundial de Basquetebol Masculino é uma competição para classificar três equipes para Torneio Olímpico de Rio 2016, levando as últimas vagas disponíveis para o torneio. Foi realizado em 4 a 10 de julho de 2016 na Itália, Filipinas e na Sérvia.
O formato é composto de 18 seleções nacionais divididas em três torneios de seis equipes cada, com a equipe vencedora de cada evento classificada para os Jogos Olímpicos de 2016.

## Escolha das Sedes
Em 12 de novembro de 2015, o dia depois do fim do prazo de candidatura, a FIBA anunciou seis candidatos a sede dos torneios classificatórios:
| - República Tcheca (Praga) - Alemanha (Berlim) - Itália (Turim) | - Filipinas (Pasay) - Sérvia (Belgrado) - Turquia (Istambul) |

Uma avaliação de todas as propostas teve lugar, sendo Filipinas, Itália e Sérvia foram anunciadas como anfitriãs dos três Torneios Pré-Olímpico qualificadores em 19 de janeiro de 2016.

## Classificação
| Competição         | Vagas     | Classificados                                 |
| ------------------ | --------- | --------------------------------------------- |
| País Sede          | 3 Equipes | Sérvia Filipinas Itália                       |
| EuroBasket 2015    | 6 equipes | França Grécia Chéquia Letônia Croácia Turquia |
| FIBA Américas 2015 | 3 equipes | Canadá México Porto Rico                      |
| AfroBasket de 2015 | 3 equipes | Angola Tunísia Senegal                        |
| FIBA Ásia 2015     | 2 equipes | Irã · Japão · Líbano                          |
| FIBA Oceania 2015  | 1 equipe  | Nova Zelândia                                 |

## Sorteio
O sorteio para o Pré-Olímpico, foi realizado na Casa de Basquete em Mies, Suíça, em 26 de janeiro de 2016. As equipes foram divididas em seis potes. O sorteio teve três partes. A primeira parte, determinada em qual dos três torneios de qualificação, cada equipe participaria, exceto para os países sede. A segunda parte determinaria o agrupamento de cada equipe (Grupo A ou Grupo B) e a terceira parte determinado a sua posição de 1 a 3, que seriam utilizadas para determinar as datas.
A posição das equipes no FIBA World Rankings no dia do sorteio, são apresentados entre parênteses.
| Pote 1                           | Pote 2                               | Pote 3                                 | Pote 4                                | Pote 5                                | Pote 6                                             |
| -------------------------------- | ------------------------------------ | -------------------------------------- | ------------------------------------- | ------------------------------------- | -------------------------------------------------- |
| França (5) Sérvia (6) Grécia(10) | Itália (35) Chéquia (42) Canadá (26) | Filipinas (28) · Irã (17) · Japão (48) | Angola (15) Tunísia (23) Senegal (31) | Letônia (35) Croácia (12) Turquia (8) | México (19) · Porto Rico (16) · Nova Zelândia (21) |
| Fonte: FIBA                      |                                      |                                        |                                       |                                       |                                                    |

## Locais
| Belgrado           | Pasay              | Turim              |
| ------------------ | ------------------ | ------------------ |
| Kombank Arena      | Mall of Asia Arena | Pala Alpitour      |
| Capacidade: 25,000 | Capacidade: 16,000 | Capacidade: 16,600 |
|                    |                    |                    |